# Alberobello
Alberobello (v dialektu «iarubèdd») je malé město v italské provincii Bari v Apulii. V roce 2004 žilo ve městě 10 855 osob (271,4 os./km²). Město je známo především díky své unikátní architektuře – zdejší domky jsou postavené v tzv. stylu trulli. Především díky nim je od roku 1996 městečko součástí světového dědictví.

## Historie
Počátky města spadají do druhé poloviny 16. století, kdy hrabata de Conversano započala s kolonizací tohoto území. Tyto feudálové nařídili osadníkům stavět domy z kamene nasucho, tj. bez malty, aby mohly být v případě královské inspekce zbořeny – tento způsob vzniku sídel měl příčinu v tzv. prammatica de baronibus, normě existující od 15. století v Neapolském království, podle níž založení městské aglomerace podléhalo dani. Domy tedy byly budovány jako provizorní stavby, snadno demolovatelné.[zdroj?]
V průběhu roku 1797 se skupina alberobellských odvážlivců vydala do Tarenta požádat o pomoc krále Ferdinanda I. Sicilského, který jejich prosby neoslyšel. 27. května 1797 král vydal dekret, kterým se tato malá obec stala svobodnou.

## Trulli
Domky trulli, stavěné bez malty z opracovaných kamenů, měly původně jen jednu místnost kvadratického půdorysu se silnými stěnami vysokými cca 1,5 m. Kryty jsou kuželovitou střechou zdobenou bílými znaky, stěny jsou zářivě bíle olíčené vápnem. V domcích ve čtvrti Piccola se stále bydlí, ve čtvrti Rione Monti na protilehlém kopci jsou již domky turistickou záležitostí.
Ve stejném stylu je v Alberobellu vystavěn i kostel sv. Antonína, byl v letech 1925–1927 vystavěn na vrcholu kopce Rione Monti. Stavba dokonale zapadá mezi budovy, které ji obklopují. Má tvar řeckého kříže a je krytá střechou ve stylu trulli, jejíž výška je 21 m. V roce 2004 prošel kostel kompletní rekonstrukcí.

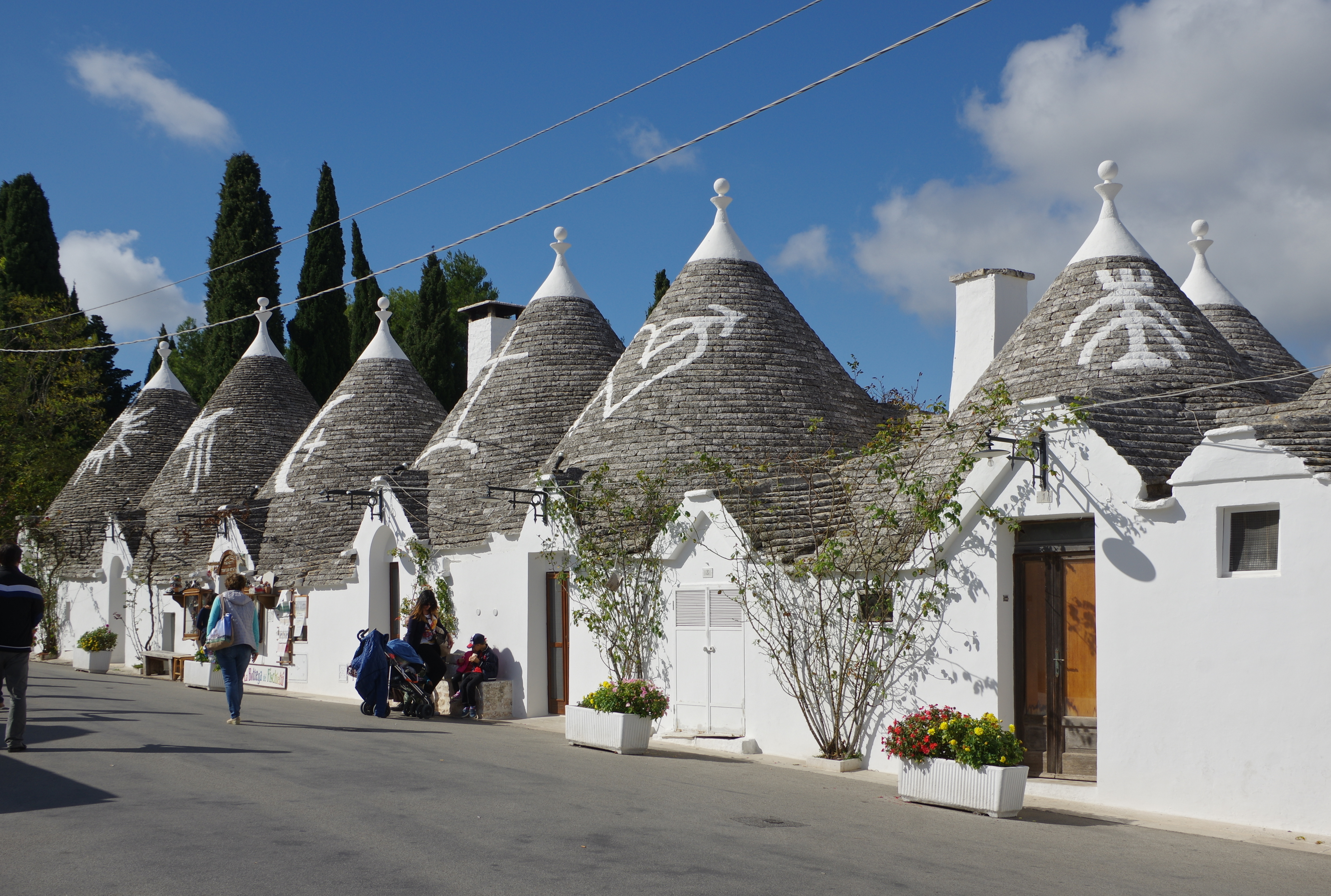
Typická zástavba ve stylu trulli
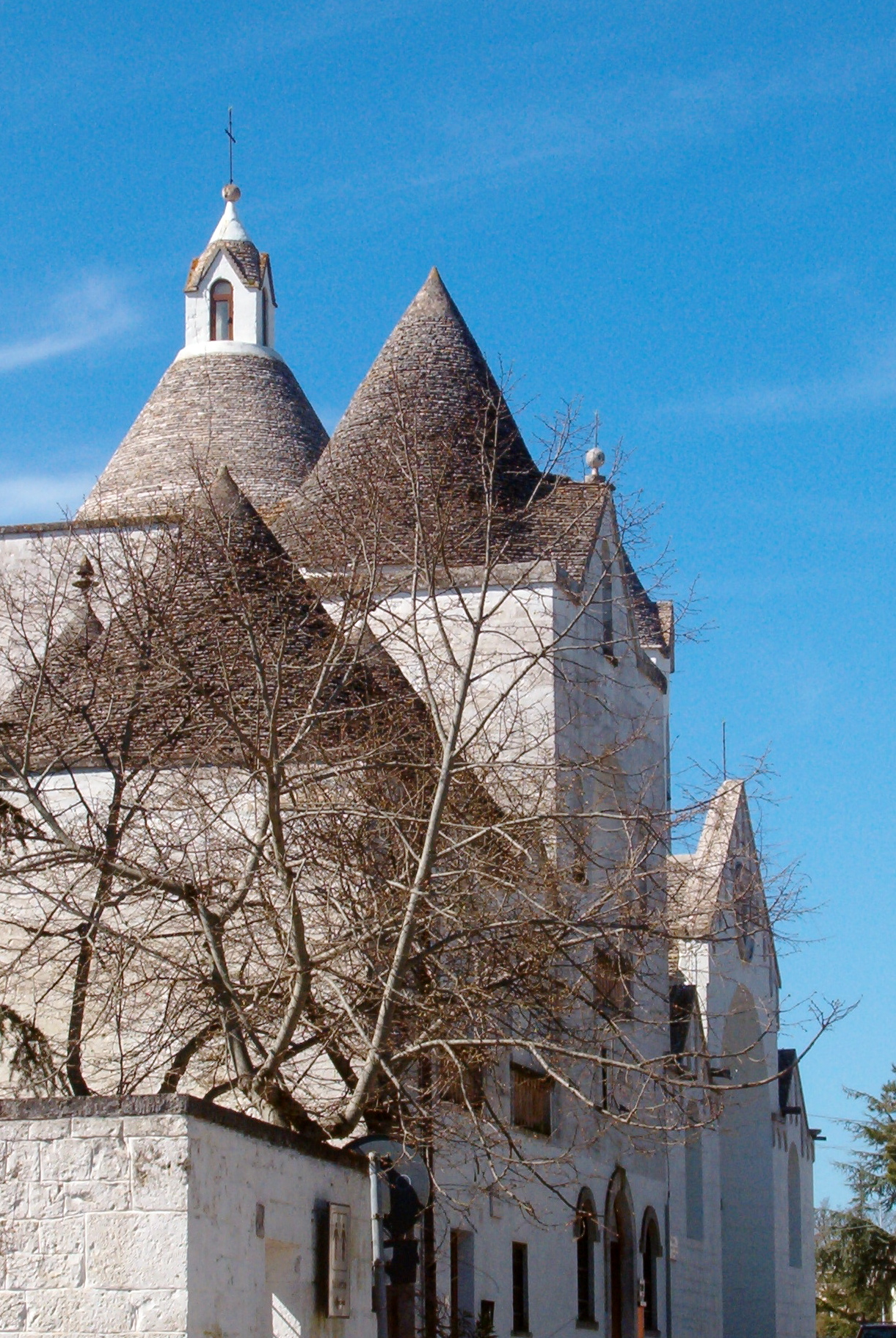
Kostel sv. Antonína v Alborabellu